# Bas Sibum
Bas Sibum, né le 26 décembre 1982 à Nieuw-Amsterdam aux Pays-Bas, est un footballeur et entraîneur néerlandais qui joue au poste de milieu de terrain. Il est actuellement en poste à l'Heracles Almelo.

## Biographie
En fin de contrat, il s'engage avec le club allemand de l'Alemannia Aachen le 29 avril 2011 pour une durée de deux ans.